# Abelardo L. Solís
Abelardo L. Solís Vásquez (Jauja, 29 de agosto de 1898 - Caracas, mayo de 1938), fue un abogado, sociólogo, historiador, político socialista e indigenista peruano. Fue secretario general de Unión Revolucionaria. 

## Biografía
Abelardo Solís Vásquez nació el 29 de agosto de 1898 en el distrito de Jauja. Fue hijo de Rosendo Solís y Cerranda Vásquez, ambos naturales de Jauja. Sería estudiante secundario en el Colegio Nacional de Jauja, para después estudiar en la Universidad Nacional Mayor de San Marcos en Lima. En 1915 obtuvo una medalla de oro, en el concurso promovido por el Municipio de Jauja, en celebración de las fiestas patrias, sobre el tema: "Figuración de Jauja en la Historia Nacional". Dicho trabajo sería publicado en el diario El Porvenir de dicha localidad. Sería ese mismo trabajo, el cual ampliaría y publicaría en 1928 bajo el título de Historia de Jauja.
Formó parte del movimiento indigenista peruano, pero desde una postura heterodoxa, inclusive atacando al indigenismo por estar muy cerca del "prejuicio de razas", en busca del indio puro. En 1928 publicó Ante el problema agrario peruano, en el que retrataría el problema de las comunidades indígenas peruanas al Incanato y predicaba a favor de una reforma agraria que extendiera la propiedad privada entre los pobladores andinos. Era muy poco lo que entonces se sabía sobre las comunidades campesinas. Los indigenistas suponían el colectivismo de sus relaciones sociales y estaban convencidos de su filiación prehispánica. Pero en 1927 apenas existían un centenar de comunidades reconocidas en todo el país. Abelardo Solís calculaba que en total existirían 1,562 comunidades, cifra bastante alejada de la realidad.
Abelardo Solís pertenecería al partido Socialista de Jauja, manteniendo una amistad con José Carlos Mariátegui a la vez que participaba en la revista socialista del mismo, Amauta. Participó en las elecciones generales de 1931 como candidato del partido Descentralista, pero ya en el Congreso se fue asociando al sanchezcerrismo de la Unión Revolucionaria, del presidente Luis Miguel Sánchez Cerro quien había derrocado al presidente Augusto B. Leguía. Solís saldría elegido como diputado constituyente por el departamento de Junín. En 1936 sería el secretario general de la Unión Revolucionaria, partido que, lejos de la idea histórica, no fue al principio claramente fascista. Solís criticaba las ideas fascistas casi con tanta fuerza como la hacia con el comunismo, el leguiísmo y el imperialismo.

## En las filas Urristas
Tras el magnicidio del Presidente Constitucional de la República, Luis M. Sánchez Cerro y quien fuera fundador de la Unión Revolucionaria, a manos de un militante aprista, según la versión oficial, Luis A. Flores Medina asumiría el liderazgo de la UR. A mediados de 1933 la UR iniciaría una nueva reorganización e iniciaría su nueva etapa fascista. Solís tomaría una postura más nacionalista y agrarista (pro reforma agraria). La UR se distanciaría del gobierno de Benavides en junio de 1933, debido a su nueva política de "paz y concordia", donde concedería la amnistía general a los apristas. Es desde esa fecha que el acoso y persecución por parte del gobierno comenzaría hacía los urristas. 
En 1934 el entonces congresista Abelardo Solís, publica su libro Once años, que en realidad debió publicarse en plena dictadura de Augusto Leguía (1919-1930), pero el folleto original sería destruido por la policía cuando apresarían a Solís. En este libro denunciaría la dictadura de Leguía, y enfatizaba la dimensión represiva del leguiísmo y su carácter corrupto. El gobierno de Leguía bloqueaba todo intento de reforma social, para evitar el surgimiento de nuevas fuerzas sociales y políticas. Solís publicaría este libro bajo el contexto de la nueva dictadura impuesta por el gobierno de Benavides (1933-1939). En el mismo año hubo un grave enfrentamiento verbal entre el ministro de Gobierno, el Teniente Coronel Alfredo Hennriod y el Jefe Supremo de la UR, Luis A. Flores Medina, que como se sabe era, además, miembro del Congreso Constituyente. Enfrentamiento derivado de las supuestas ofensas y amenazas al PUR y a la persona de Flores, proferidas por el ministro Hennriod en su despacho y en el ejercicio de sus funciones ante la presencia de varios delegados urristas con quienes estaba reunido. Los delegados urristas reclamaban por las maniobras hostiles del gobierno de Benavides frente a sus actividades partidarias. El incidente se produjo a fines de febrero y fue asumido con mucha gravedad por Luis A. Flores, quien llevó a los tribunales el problema y paralelamente intentó retar a duelo de honor a Hennriod. Para esto nombró como padrinos a varios parlamentarios y dirigentes urristas, entre ellos a Abelardo Solis.

### Campaña Electoral de 1936 y Deportación
Al acercarse el fin de su período presidencial, programado para 1936, el presidente Benavides anunció su intención de convocar a elecciones generales para 1936. En ese mismo año Abelardo Solís ya sería el Secretario General de la Unión Revolucionaria, entonces el dirigente más importante del urrismo después de Luis A. Flores. Es que a mediados del mismo año, Solís firmaría como Secretario General el nuevo Estatuto Orgánico del PUR, que definiría la nueva estructura del partido, con nuevas pautas ideológicas fascista y corporativista. 
Uno de los acontecimientos más arbitrarios en la historia política del Perú fue la anulación de las elecciones llevadas a cabo el 11 de octubre de 1936. El 23 de octubre un nuevo gabinete integrado exclusivamente por militares detuvo el cómputo de votos en el país. Benavides decidió llevar a referéndum el resultado electoral y para éste propósito convocó al Congreso Constituyente, es decir, a ese aquel elegido en 1931. Con la consulta hecha, Benavides decidió cancelar la elección argumentando que el candidato Eguiguren había sido elegido con votos apristas y que la Constitución de 1933 proscribía a los partidos de carácter internacional. El Jurado Nacional de Elecciones decide entonces suspender los escrutinios, en vista de que los votos en favor de Eguiguren provienen de un partido internacional, como consideraban al APRA. El mismo Jurado Nacional somete el problema al Congreso. Convocado éste extraordinariamente por el poder ejecutivo, anula las elecciones; prorroga por tres años el mandato de Benavides y le otorga por último, la facultad de legislar. Es un auténtico golpe de Estado de corte parlamentario. Y frente a esa decisión de Benavides de utilizar el Congreso para que valide aquella anulación de las elecciones, el grupo parlamentario urrista, en franca minoría, encabezado por la desafiante presencia de su candidato presidencial Luis A. Flores y, también, por el entonces secretario general del PUR, Abelardo Solís, presenta una moción de rechazo a la tan grave maniobra golpista.
En la última sesión del Congreso del 5 de noviembre, los parlamentarios urristas que incluía a Solís, enjuiciarían a Benavides por haber anulado de manera arbitraría el proceso electoral, pero su moción no sería admitida a debate en el Congreso, lo que devendría en una frontal confrontación de la UR contra Benavides y su golpe de Estado.Una vez consumado el golpe de Estado, Benavides deporta a sus principales adversarios, entre ellos a Luis A. Flores, Manuel Diez Canseco Romaña y Abelardo Solís, líderes los tres de la Unión Revolucionaria y miembros de la Asamblea Constituyente. Se inicia así la segunda y más dura fase del gobierno de Benavides.
Abelardo Solís sería capturado y deportado a Valparaíso en Chile, junto con Luis A. Flores y  Manuel Diez Canseco. Tiempo después y al parecer, el Gobierno de Benavides habría mandado a asesinar a Solís, con “personas de dudosa conducta” radicadas en dicha ciudad, aunque otras versiones indican que fue atacado de gravedad en la ciudad de Guayaquil en Ecuador, siendo inmediatamente expulsado por la dictadura que gobernaba en ese país. Solís moriría a los pocos días de llegar a la ciudad de Caracas en Venezuela, en el mes de mayo de 1938.  

## Publicaciones
- Historia de Jauja. Lima: Imp. Minerva, 1928.
- Ante el problema agrario peruano. Lima: Impresiones y encuadernaciones "Perú", 1928.
- Once años. Lima: San Martí y Cía., 1934.